# تشارلز أنتوني كوربيت ويلسون
تشارلز أنتوني كوربيت ويلسون (بالإنجليزية: Charles Anthony Corbett Wilson)‏ هو مهندس مدني ومهندس أسترالي، ولد في 13 فبراير 1827، وتوفي في 7 أكتوبر 1923.